# I Vianella
I Vianella foi uma dupla italiana formada por Edoardo Vianello e Wilma Goich, ativa por toda a década de 1970.

## História
Edoardo já era um cantor famoso na década de 1960, consagrado pelo ritmo animado e letras simples compostas em parceria com Carlo Rossi, como "Il Capello", "Pinne Fucile E Occhiali", "Guarda Come Dondolo", "I Watussi", "Abbronzatissima, Tremarella E Il Peperone" e "O Mio Signore". 
Nos anos 70 se junta à esposa Wilma Goich, fundando a gravadora Apollo e a dupla I Vianella.
Tiveram um bom êxito com a canção "Vojo Er Canto de 'Na Canzone", em 1971, mas viriam a entrar no hit parade italiano em junho de 1972 con "Semo Gente de Borgata", canção composta por Franco Califano. Outro sucesso nos anos seguintes foi "Fijo Mio", composta por Amedeo Minghi e Franco Califano, que muitos identificam como um plágio de "First Of May", dos Bee Gees.
No fim da mesma década os dois se separaram e alguns anos depois também a dupla artística, com ambos retornando às suas respectivas carreiras solo.

## Discografia

### 33 Rotações
- 1971 - I Vianella
- 1971 - Semo Gente de Borgata
- 1972 - I Sogni de Purcinella
- 1973 - Homeide
- 1974 - Napoli 20 Anni Dopo
- 1974 - Roma Parlaje Tu
- 1974 - Quanto Sei Vianella... Roma
- 1975 - Dai Tetti Di Roma
- 1975 - Vestiti Usciamo
- 1975 - Storie D'Amore
- 1979 - Compleanno

### 45 Rotações
- 1971 - Vojo Er Canto de 'Na Canzone/Bikini Blu
- 1972 - Amore Amore, Amore Amore/La Festa de Cristo Re
- 1972 - Semo Gente de Borgata/Tu Padre Co' Tu Madre
- 1972 - Fijo Mio/Te Vojo Bene
- 1973 - Canto D'Amore di Homeide/Tenendoci Per Zampa
- 1974 - Volo Di Rondine/La Mela
- 1974 - Noi Nun Moriremo Mai/La Vita de Campagna
- 1975 - L'Amici Mia/Pazzi Noi
- 1975 - Vestiti Usciamo/Guarda
- 1978 - Anvedi Chi C'è/Importante
- 1979 - Cybernella/Con Te Bambino